# Afurcagobius suppositus
Afurcagobius suppositus är en fiskart som först beskrevs av Sauvage, 1880.  Afurcagobius suppositus ingår i släktet Afurcagobius och familjen smörbultsfiskar. Inga underarter finns listade i Catalogue of Life.